# Álvaro Rodríguez
Álvaro Daniel Rodríguez Muñoz (Palamós, 14 juli 2004) is een Spaans voetballer met Uruguayaanse roots die onder contract ligt bij Real Madrid.

## Clubcarrière
Rodríguez genoot zijn jeugdopleiding bij CF Global Palamós, CEF Gironès-Sàbat, Girona FC en Real Madrid. Op 24 oktober 2021 maakte hij zijn officiële debuut bij Real Madrid Castilla, het beloftenelftal van Real Madrid in de Primera División RFEF: in de competitiewedstrijd tegen Atlético Sanluqueño CF (3-1-verlies) liet trainer Raúl González Blanco hem in de 78e minuut invallen. Rodríguez was dat seizoen goed voor vier competitiedoelpunten voor Real Madrid Castilla. Op 17 april 2022 won Rodríguez met Real Madrid de Copa del Rey Juvenil.
Op 22 oktober 2022 behoorde hij voor het eerst tot de wedstrijdselectie voor het eerste elftal naar aanleiding van de competitiewedstrijd tegen Sevilla FC. Drie dagen later werd hij ook geselecteerd voor de Champions League-wedstrijd tegen RB Leipzig. Op 3 januari 2022 maakte hij vervolgens zijn officiële debuut in het eerste elftal van de club: in de bekerwedstrijd tegen CP Cacereño (0-1-winst) liet trainer Carlo Ancelotti hem in de 67e minuut invallen voor Eden Hazard.

## Clubstatistieken
| Seizoen         | Club                 | Land            | Competitie            | Competitie | Competitie | Beker | Beker | Supercup | Supercup | Europees | Europees | Totaal | Totaal |
| Seizoen         | Club                 | Land            | Competitie            | Wed.       | Dlp.       | Wed.  | Dlp.  | Wed.     | Dlp.     | Wed.     | Dlp.     | Wed.   | Dlp.   |
| --------------- | -------------------- | --------------- | --------------------- | ---------- | ---------- | ----- | ----- | -------- | -------- | -------- | -------- | ------ | ------ |
| 2021/22         | Real Madrid Castilla | Vlag van Spanje | Primera División RFEF | 17         | 4          | —     | —     | —        | —        | —        | —        | 17     | 4      |
| 2022/23         | Real Madrid Castilla | Vlag van Spanje | Primera División RFEF | 14         | 5          | —     | —     | —        | —        | —        | —        | 14     | 5      |
| 2022/23         | Real Madrid          | Vlag van Spanje | Primera División      | 0          | 0          | 1     | 0     | 0        | 0        | 0        | 0        | 1      | 0      |
| Carrière totaal | Carrière totaal      | Carrière totaal | Carrière totaal       | 31         | 9          | 1     | 0     | 0        | 0        | 0        | 0        | 32     | 9      |

Bijgewerkt op 4 januari 2023.

## Interlandcarrière
Rodríguez nam met Spanje –18 deel aan de Middellandse Zeespelen 2022. Hij speelde mee in alle drie de groepswedstrijden tegen Algerije, Frankrijk en Marokko. In de derde groepswedstrijd tegen Marokko opende hij de score, maar door het uiteindelijke 1-1-gelijkspel eindigde Spanje laatste in zijn groep.

## Privé
- Rodríguez werd in Spanje geboren als zoon van een Uruguayaanse vader en een Spaanse moeder.[4] Zijn vader is ex-voetballer Coquito, die in Spanje bij Palamós CF voetbalde.[5]
- Zijn oudoom Climaco Rodríguez was eveneens voetballer: hij speelde jarenlang bij Defensor Sporting en speelde vijf keer voor Uruguay.[5]